# Estádio Municipal Victor Andrade de Brito
Estádio Municipal Victor Andrade de Brito – stadion piłkarski, w Santa Luzia, Minas Gerais, Brazylia, na którym swoje mecze rozgrywa klub União Luziense Esporte Clube.